# 泽泻亚纲
泽泻亚纲 （Alismatidae）是克朗奎斯特分类法对显花植物分类中采用的一种纲以下、目以上的分类。共包括4个目：泽泻目、水鳖目、茨藻目、霉草目。
在其他分类方法中，可能包括不同的目，但都会包括泽泻科。APG II 分类法中没有亚纲一级的分类，这些植物一般都是包括在被极大扩展了的泽泻目中，直接放到单子叶植物分支只下，但其中霉草目的各科则被分到露兜树目和分支之下。